# Jacques Viénot
Pour les articles homonymes, voir Vienot.
Jacques Viénot (Clermont-sur-Oise, 2 août 1893 - Neuilly-sur-Seine, 10 janvier 1959) est un designer français. Il fut l'une des grandes figures du mouvement de l'esthétique industrielle. Il est le fondateur en 1951, de l'Institut d'esthétique industrielle (IEI), renommé en 1984 l'Institut français du design (IFD).

## Parcours
Il est a la direction de la société DIM de 1922 a 1933, une grande entreprise de décoration dans Paris, où il acquit ses connaissances arts décoratifs, il rencontrera par ailleurs de nombreux artistes lors de l’exposition internationale des arts décoratifs et industriels de 1925. 
Il devient ensuite le conseiller du commerce extérieur et intérieur pour les Grands Magasins du Printemps de 1933 à 1943.
Il publie un livre La République des Arts en 1941 qui est le reflet de son engagement qui le conduira à la création de l’institut de l'esthétique industrielle. 
En 1945, dans le contexte de l’après-guerre, Jacques Viénot lance la revue Art Présent, où tous les domaines sont abordés : architecture, beaux-arts et arts décoratifs, publication qui sera un outil dans sa démarche vers l'introduction de l'esthétique dans les nouveaux objets du quotidien, bientôt diffusés par la société de consommation.
Il fonde l'agence Technès en 1949, bureau d'études techniques et d'esthétique, alors première agence de design industriel en France, qui connaitra un grand essor sous la direction artistique de Roger Tallon, et où travaille le designer Jean Parthenay.
En 1951, il crée l'Institut d'Esthétique Industrielle (première tentative de traduction de l’américain industrial design) (IEI, devenu en 1972 l’IFEI, puis en 1984 l'Institut Français du Design) où enseignera Roger Tallon à partir de 1953, et dont le but est de faire progresser les produits de l’industrie française grâce au design au travers notamment de la Revue d’esthétique industrielle, renommée en 1965 Design industriel.
Jacques Viénot contribue à la création de l'ICSID (International Council of Societies of Industrial Design, renommée World Design Organization), organisation internationale du design industriel.

## Les fondations du Design industriel
Jacques Viénot est à l'origine de la publication en 1952 par l'IEI d'un code de déontologie appelé « Lois de l'esthétique industrielle » réalisé par une commission composée d’architectes, industriels, stylistes, philosophes et visant à codifier les pratiques du métier de designer en France. Ces lois, même si les métiers du design ont aujourd’hui grandement évolué dans leurs domaines d’action, leurs outils et méthodologies, restent un socle universel pour la conception de produits de qualité.
Jacques Viénot a ouvert la voie à une conception résolument moderne de ce que doit être la création dans la société industrielle. 
Souhaitant élever l'objet en série au rang d'œuvre d'art, militant pour un mode de vie nouveau, où l'homme vivrait mieux grâce à la pensée de l'esthétique industrielle, regroupant art et production en série, les idées de Jacques Viénot apparaissent comme la base du design au sens où nous l'entendons.

## Les lois de l'esthétique industrielle
1. Loi d’économie
2. Loi de l’aptitude à l’emploi et de la valeur fonctionnelle
3. Loi d’unité et de composition
4. Loi d’harmonie entre l’apparence et l’emploi
5. Loi du style
6. Loi d’évolution et de relativité
7. Loi du goût
8. Loi de satisfaction
9. Loi du mouvement
10. Loi de hiérarchie ou de finalité
11. Loi commerciale
12. Loi de probité
13. Loi des arts impliqués [3]